# Lublewo Lęborskie
Lublewo Lęborskie (kaszb. Wiôlgé Lëbléwò lub Lëbléwò Lãbòrsczé) – stara kaszubska osada szlachecka w Polsce położona w województwie pomorskim, w powiecie wejherowskim, w gminie Choczewo na obszarze Pobrzeża Kaszubskiego. Osada jest częścią składową sołectwa Starbienino. Lublewo Lęborskie leży w pobliżu trasy linii kolejowej Wejherowo-Choczewo-Lębork (obecnie zawieszonej). Na południe od miejscowości znajduje się jezioro Choczewskie. 
W aktach historycznych po raz pierwszy wymieniono miejscowość w 1348 roku pod nazwą Grosse Lűblow. W 1437 roku mieścił się tutaj majątek kaszubski. Od 1568 roku do połowy XIX wieku wieś stanowiła lenno rodu Mach, a po wojnie całość przejął skarb państwa.
W latach 1975–1998 miejscowość administracyjnie należała do województwa gdańskiego.
Inne miejscowości o nazwie Lublewo: Lublewo Gdańskie.

## Demografia
Współczesna struktura demograficzna osady Lublewo Lęborskie na podstawie danych z lat 1995–2009 według roczników GUS-u, z prezentacją danych z 2002 roku:

| WYSZCZEGÓLNIENIE | WYSZCZEGÓLNIENIE | WYSZCZEGÓLNIENIE | WYSZCZEGÓLNIENIE | WYSZCZEGÓLNIENIE | J. m.       | POPULACJA MIESZKAŃCÓW (w przedziałach wiekowych w 2002 roku) | POPULACJA MIESZKAŃCÓW (w przedziałach wiekowych w 2002 roku) | POPULACJA MIESZKAŃCÓW (w przedziałach wiekowych w 2002 roku) | POPULACJA MIESZKAŃCÓW (w przedziałach wiekowych w 2002 roku) | POPULACJA MIESZKAŃCÓW (w przedziałach wiekowych w 2002 roku) | POPULACJA MIESZKAŃCÓW (w przedziałach wiekowych w 2002 roku) | POPULACJA MIESZKAŃCÓW (w przedziałach wiekowych w 2002 roku) | POPULACJA MIESZKAŃCÓW (w przedziałach wiekowych w 2002 roku) | POPULACJA MIESZKAŃCÓW (w przedziałach wiekowych w 2002 roku) | POPULACJA MIESZKAŃCÓW (w przedziałach wiekowych w 2002 roku) |
| WYSZCZEGÓLNIENIE | WYSZCZEGÓLNIENIE | WYSZCZEGÓLNIENIE | WYSZCZEGÓLNIENIE | WYSZCZEGÓLNIENIE | J. m.       | OGÓŁEM                                                       | 0-9                                                          | 10-19                                                        | 20-29                                                        | 30-39                                                        | 40-49                                                        | 50-59                                                        | 60-69                                                        | 70-79                                                        | 80 +                                                         |
| ---------------- | ---------------- | ---------------- | ---------------- | ---------------- | ----------- | ------------------------------------------------------------ | ------------------------------------------------------------ | ------------------------------------------------------------ | ------------------------------------------------------------ | ------------------------------------------------------------ | ------------------------------------------------------------ | ------------------------------------------------------------ | ------------------------------------------------------------ | ------------------------------------------------------------ | ------------------------------------------------------------ |
| I.               | OGÓŁEM           | OGÓŁEM           | OGÓŁEM           | OGÓŁEM           | os.         | 229                                                          | 30                                                           | 38                                                           | 38                                                           | 26                                                           | 36                                                           | 24                                                           | 15                                                           | 17                                                           | 5                                                            |
| I.               | —                | odsetek          | odsetek          | odsetek          | %           | 100                                                          | 13,1                                                         | 16,6                                                         | 16,6                                                         | 11,3                                                         | 15,7                                                         | 10,5                                                         | 6,6                                                          | 7,4                                                          | 2,2                                                          |
| I.               | 1.               | WEDŁUG PŁCI      | WEDŁUG PŁCI      | WEDŁUG PŁCI      | WEDŁUG PŁCI | WEDŁUG PŁCI                                                  | WEDŁUG PŁCI                                                  | WEDŁUG PŁCI                                                  | WEDŁUG PŁCI                                                  | WEDŁUG PŁCI                                                  | WEDŁUG PŁCI                                                  | WEDŁUG PŁCI                                                  | WEDŁUG PŁCI                                                  | WEDŁUG PŁCI                                                  | WEDŁUG PŁCI                                                  |
| I.               | 1.               | A.               | Mężczyzn         | Mężczyzn         | os.         | 121                                                          | 17                                                           | 22                                                           | 21                                                           | 14                                                           | 22                                                           | 10                                                           | 8                                                            | 7                                                            | —                                                            |
| I.               | 1.               | A.               | —                | odsetek          | %           | 52,8                                                         | 7,4                                                          | 9,6                                                          | 9,2                                                          | 6,1                                                          | 9,6                                                          | 4,4                                                          | 3,5                                                          | 3                                                            | —                                                            |
| I.               | 1.               | B.               | Kobiet           | Kobiet           | os.         | 108                                                          | 13                                                           | 16                                                           | 17                                                           | 12                                                           | 14                                                           | 14                                                           | 7                                                            | 10                                                           | 5                                                            |
| I.               | 1.               | B.               | —                | odsetek          | %           | 47,2                                                         | 5,7                                                          | 7                                                            | 7,4                                                          | 5,2                                                          | 6,1                                                          | 6,1                                                          | 3,1                                                          | 4,4                                                          | 2,2                                                          |

 Rysunek 1.1 Piramida populacji — struktura płci i wieku osady
| I. | OGÓŁEM | OGÓŁEM  | OGÓŁEM            | OGÓŁEM            | OGÓŁEM            | os.     | 229     | 121     | 108     |         |         |         |         |         |         |         |         |         |         |         |
| I. | —      | odsetek | odsetek           | odsetek           | odsetek           | %       | 100     | 52,8    | 47,2    |         |         |         |         |         |         |         |         |         |         |         |
| I. | 1.     | W WIEKU | W WIEKU           | W WIEKU           | W WIEKU           | W WIEKU | W WIEKU | W WIEKU | W WIEKU | W WIEKU | W WIEKU | W WIEKU | W WIEKU | W WIEKU | W WIEKU | W WIEKU | W WIEKU | W WIEKU | W WIEKU | W WIEKU |
| I. | 1.     | A.      | Przedprodukcyjnym | Przedprodukcyjnym | Przedprodukcyjnym | os.     | 58      | 32      | 26      |         |         |         |         |         |         |         |         |         |         |         |
| I. | 1.     | A.      | —                 | odsetek           | odsetek           | %       | 25,4    | 14      | 11,4    |         |         |         |         |         |         |         |         |         |         |         |
| I. | 1.     | B.      | Produkcyjnym      | Produkcyjnym      | Produkcyjnym      | os.     | 137     | 77      | 60      |         |         |         |         |         |         |         |         |         |         |         |
| I. | 1.     | B.      | —                 | odsetek           | odsetek           | %       | 59,8    | 33,6    | 26,2    |         |         |         |         |         |         |         |         |         |         |         |
| I. | 1.     | B.      | a.                | mobilnym          | mobilnym          | os.     | 99      | 57      | 42      |         |         |         |         |         |         |         |         |         |         |         |
| I. | 1.     | B.      | a.                | —                 | odsetek           | %       | 43,2    | 24,9    | 18,3    |         |         |         |         |         |         |         |         |         |         |         |
| I. | 1.     | B.      | b.                | niemobilnym       | niemobilnym       | os.     | 38      | 20      | 18      |         |         |         |         |         |         |         |         |         |         |         |
| I. | 1.     | B.      | b.                | —                 | odsetek           | %       | 16,6    | 8,7     | 7,9     |         |         |         |         |         |         |         |         |         |         |         |
| I. | 1.     | C.      | Poprodukcyjnym    | Poprodukcyjnym    | Poprodukcyjnym    | os.     | 34      | 12      | 22      |         |         |         |         |         |         |         |         |         |         |         |
| I. | 1.     | C.      | —                 | odsetek           | odsetek           | %       | 14,8    | 5,2     | 9,6     |         |         |         |         |         |         |         |         |         |         |         |

## Literatura
1. Bielec Jan (red.), Szwałek Stanisława: Wykaz urzędowych nazw miejscowości w Polsce. Ministerstwo Administracji, Gospodarki Terenowej i Ochrony Środowiska. T. II: K - P. Warszawa: GUS, 1981. Brak numerów stron w książce

- Lublau, [w:] Słownik geograficzny Królestwa Polskiego, t. V: Kutowa Wola – Malczyce, Warszawa 1884, s. 420.